# Benjamin Crane
Benjamin Elliott Crane (ur. 19 grudnia 1835 w Athens (Georgia), zm. 15 stycznia 1885 w Atlancie) – amerykański biznesmen.

## Życiorys
Benjamin Crane urodził się w Athens w stanie Georgia. Ukończył University of Georgia w 1854 roku i studiował inżynierię lądową w Troy (stan Nowy Jork). Służył w Legionie Cobba (jednostka Armii Stanów Skonfederowanych) podczas wojny secesyjnej, zajmując stanowisko kwatermistrza brygady w randze majora w 1863 roku. Przeniósł się do Atlanty w 1865 roku. 21 lutego 1867 roku zawarł związek małżeński się z Sarą Clayton. Benjami Crane przyczynił się do rozwoju izby handlowej w Atlancie. Był członkiem konwencji konstytucyjnej Georgii z 1877 roku. Benjamin Crane zmarł w Atlancie 15 stycznia 1885 roku w wieku 49 lat. W chwili śmierci sprawował stanowisko prezesa Izby Handlowej w Atlancie.